# Elfrid Payton
Elfrid Payton, Jr. (ur. 22 lutego 1994 w Gretna) – amerykański koszykarz, występujący na pozycji rozgrywającego.
8 lutego 2018 został wysłany do Phoenix Suns w zamian za wybór II rundy draftu 2018. 8 lipca 2018 podpisał umowę z New Orleans Pelicans.
8 lipca 2019 został zawodnikiem New York Knicks. 19 listopada 2020 opuścił Knicks. 29 listopada zawarł nową umowę z klubem. 10 sierpnia 2021 został po raz kolejny w karierze zawodnikiem Phoenix Suns.

## Osiągnięcia
Stan na 25 października 2023, na podstawie, o ile nie zaznaczono inaczej.
NCAA
- Uczestnik turnieju NCAA (2014)
- Mistrz turnieju konferencji Sun Belt (2014)
- Obrońca Roku Konferencji Sun Belt (2014)
- Zaliczony do I składu All-Sun Belt (2013, 2014)
- Laureat nagrody Lefty Driesell Award (2014)[8]

NBA
- Zaliczony do składu I składu debiutantów NBA (2015)[9]
- Debiutant miesiąca (styczeń 2015)
- Uczestnik:
  - Rising Stars Challenge (2015)
  - Skills Challenge (2015)

Reprezentacja
- Mistrz świata U–19 (2013)